# Liste der Kulturdenkmäler in Matzerath
In der Liste der Kulturdenkmäler in Matzerath sind alle Kulturdenkmäler der rheinland-pfälzischen Ortsgemeinde Matzerath aufgeführt. Grundlage ist die Denkmalliste des Landes Rheinland-Pfalz (Stand: 27. Juni 2022).

## Einzeldenkmäler
| Bezeichnung | Lage                             | Baujahr | Beschreibung                          | Bild            |
| ----------- | -------------------------------- | ------- | ------------------------------------- | --------------- |
| Wegekreuz   | Dorfstraße, gegenüber Nr. 3 Lage | 1722    | barockes Schaftkreuz, bezeichnet 1722 | Fotos hochladen |
| Wegekreuz   | Dorfstraße, bei Nr. 15 Lage      | 1737    | Schaftkreuz, bezeichnet 1737          | BW              |